# La Caldera
La Caldera é um município da província de Salta (província), na Argentina.